# Okutama (Tokio)
Okutama (奥多摩町 Okutama-machi?) es un pueblo que se encuentra al extremo oeste de Tokio, Japón; específicamente dentro del distrito de Nishitama.
Según datos del 2010, el pueblo tiene una población estimada de 6.043 habitantes y una densidad de 26,8 personas por km². El área total es de 225,63 km².
Fue creado como pueblo el 1 de abril de 1955 luego de la fusión del pueblo de Hikawa y las villas de Kori y Ogōchi. 
Geográficamente se ubica en el extremo más occidental y septentrional de Tokio y es el municipio de mayor extensión. Su relieve está dominado por zonas montañosas y boscosas (montes Okuchichibu), destacándose el monte Kumotori (2017 m), máxima altura de Tokio y punto de división entre las fronteras de Tokio, la prefectura de Yamanashi y la prefectura de Saitama. Otras elevaciones importantes son el monte Takanosu (1.736,6 m), el monte Tatsunoishi (1.478,9 m), el monte Mitō (1.531 m), el monte Gozen (1.405 m), el monte Ōtake (1.266,5 m), el monte Kawanori (1.363,3 m), el monte Hōnoore (969 m), entre otros. En este lugar nace el río Tama y se ubica el lago Okutama.

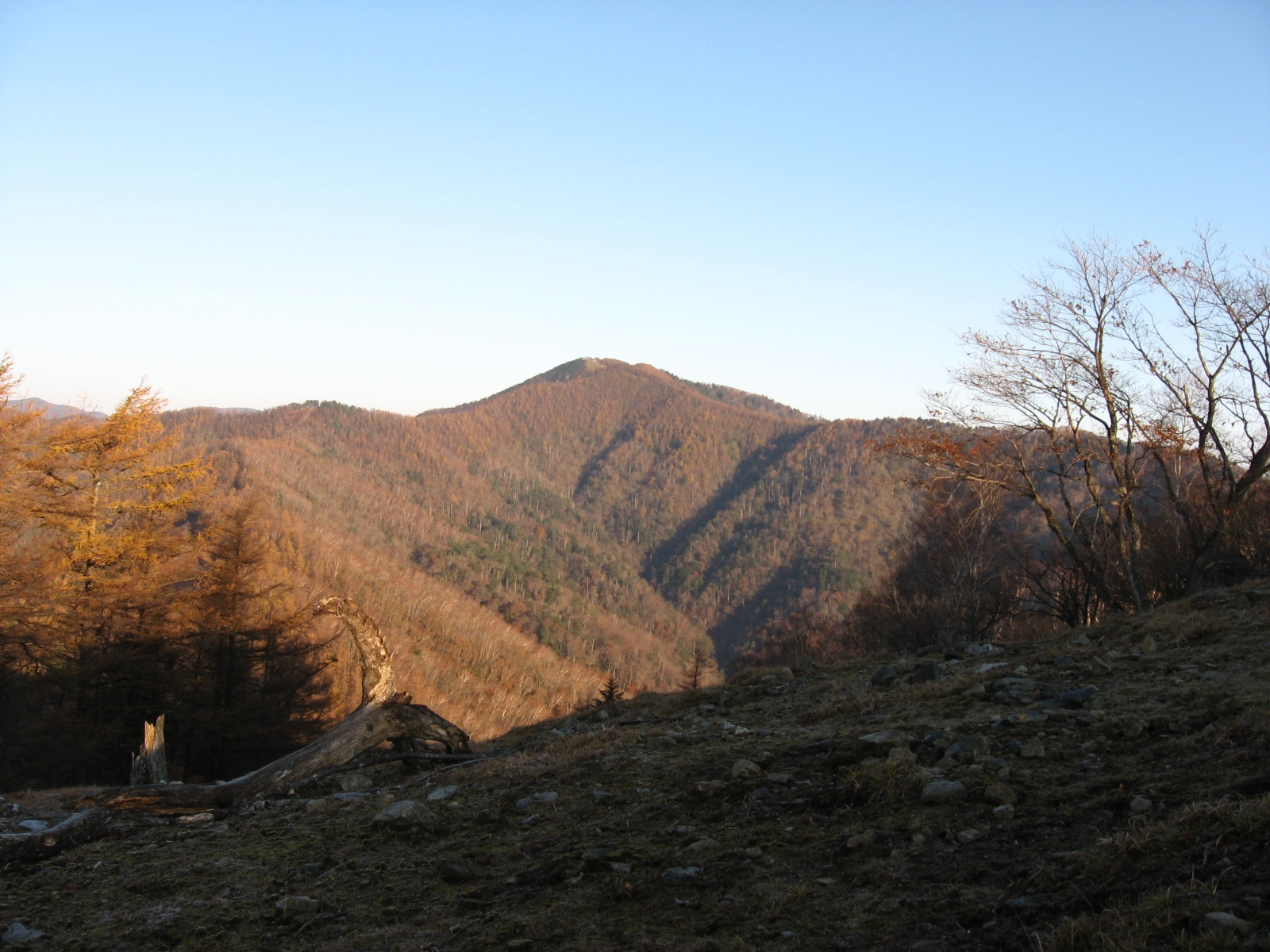
Monte Kumotori

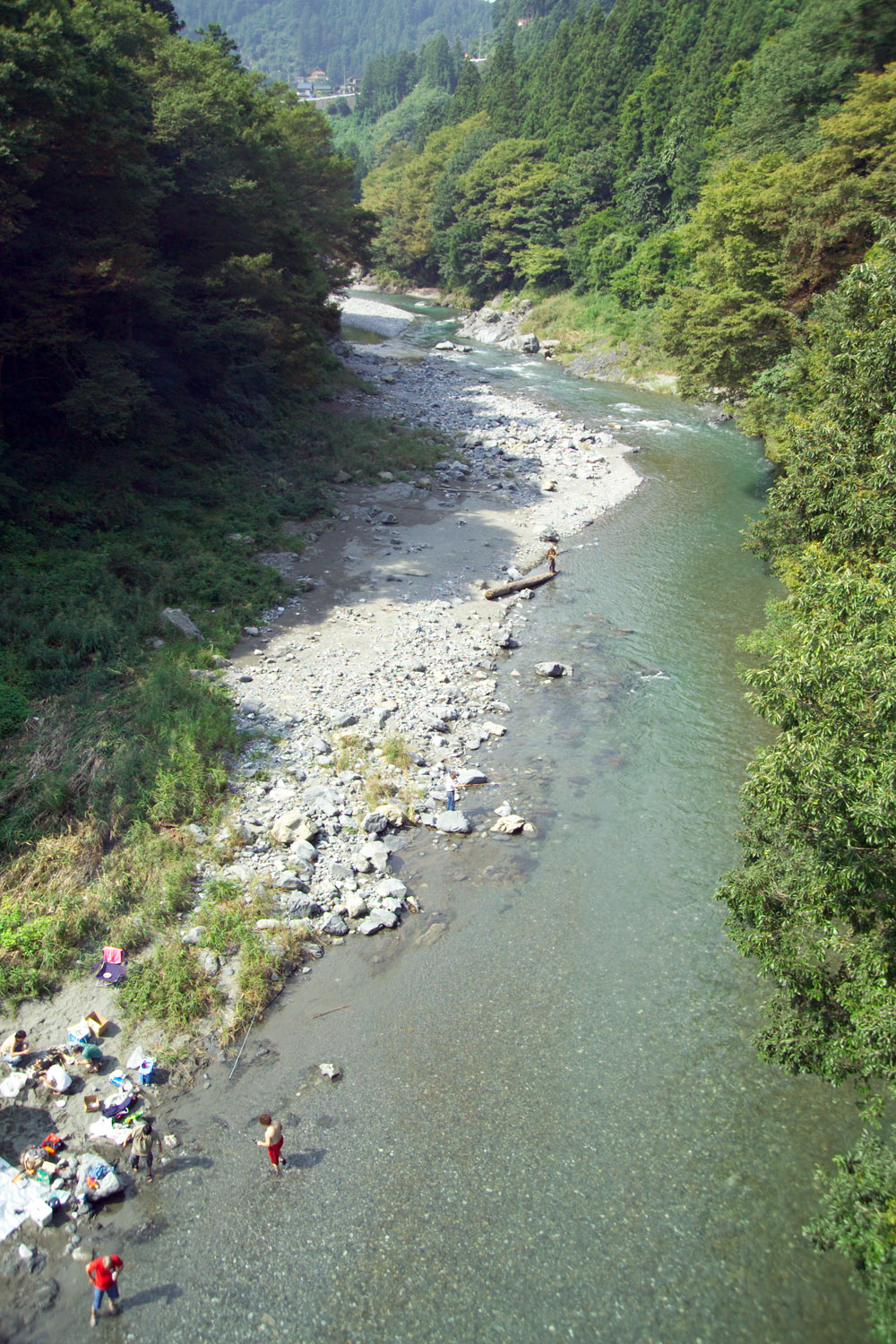
Río Tama

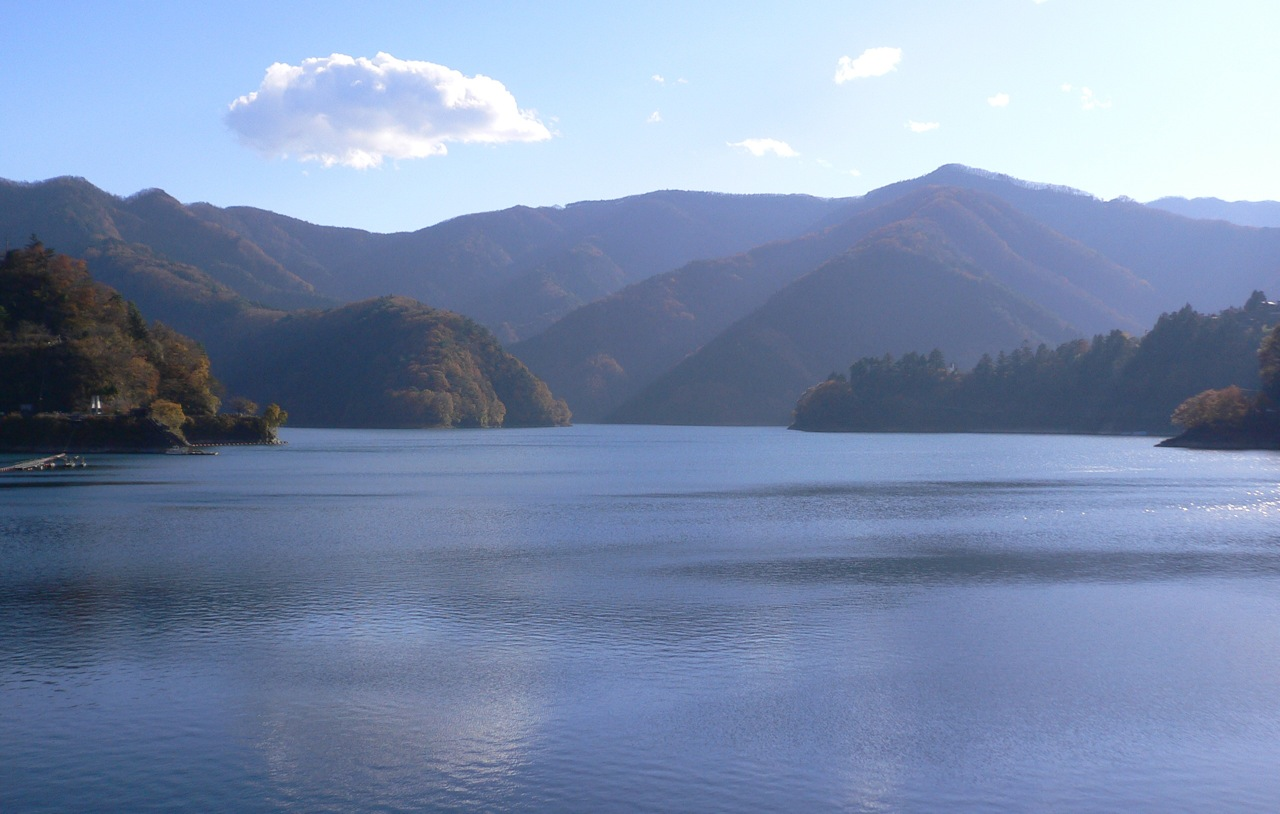
Lago Okutama

## Ciudades hermanadas
- Condado de Chun'an, República Popular China

## Sitios de interés
- Cataratas de Hyakuhiro